# Norédine Allam
 (janvier 2013).
Si vous disposez d'ouvrages ou d'articles de référence ou si vous connaissez des sites web de qualité traitant du thème abordé ici, merci de compléter l'article en donnant les références utiles à sa vérifiabilité et en les liant à la section « Notes et références ».
Norédine Allam, né le 13 décembre 1977 à Amiens, est un dessinateur et scénariste français de bande dessinée ; il est le créateur en 1995 du studio de coloristes 2HB.

## Biographie
Norédine Allam quitte l'école à 17 ans pour devenir dessinateur. Dans la foulée, il crée à Amiens le studio 2HB qui se spécialise d'abord dans le graff.
En 1999, il se lance dans la colorisation. Il travaille ainsi sur les couleurs de la série Les Poussières de l'infini et devient dessinateur pour la bande dessinée tirée de la série télévisée Léa Parker sur M6. Toujours chez M6 Éditions, il scénarise la série Maïsha Africa, avec Greg Blondin au dessin, narration qui retrace l'expérience humanitaire de l'association Maïsha Africa de Sonia Rolland. 
En 2006, sous sa direction, le studio 2HB est choisi pour recoloriser les 33 albums d'Astérix, dans le cadre du projet « La grande collection ». 
En 2009, il crée la série Muslim Show avec Greg Blondin et Karim Allam ; série humoristique illustrant dans des tons plus ternes le quotidien des musulmans vivant en Occident. La série est éditée chez les Éditions du BDouin, qu'il crée pour l'occasion, en partenariat avec l'éditeur Dargaud.

### Bandes dessinées (albums)
- Les Poussières de l'infini, Soleil Productions :

1. A.D.N. project, 2003.  (ISBN 2-84565-416-2)
2. Le prisme, 2004.  (ISBN 2-84565-658-0)

- Coïncidence, On a Marché sur la Bulle, 2006.  (ISBN 2-9524075-0-9)
- Léa Parker, M6 Éditions :

1. Victime de la mode, 2005.  (ISBN 2-915127-14-X)
2. Haute voltige, 2006.  (ISBN 2-915127-25-5)

- Maïsha, M6 Éditions :

1. Maïsha au pays des mille collines, 2007.  (ISBN 9782915127300)

- Cicatrices de guerre(s)[4], album collectif, Éditions de la Gouttière, 2009.  (ISBN 978-2-9524075-6-4)
- Jules Verne. De la Terre à la Lune, Éditions Martelle, 2009.  (ISBN 978-2-87890-110-8)
- Muslim'Show, Dargaud

1. Le mois sacré du ramadan, 2010.  (ISBN 978-2-205-06516-9)
2. Mariage, 2011.  (ISBN 978-2-205-06756-9)
3. Voisin Voisin, 2013 (Éditions du BDouin)

- Rim'k - Ghetto Poursuite, Dargaud

1. Ghetto poursuite, 2010.  (ISBN 978-2-2050-6076-8)

- Les enquêtes de l'inspecteur Pidmer, Pays du Nord Éditions, 2012.  (ISBN 2-916342044)